# Llengües tiniguanes
Les llengües tiniguanes són un grup de llengües indígenes mal documentades i (gairebé)extintes parlades anteriorment als departaments colombians de Caquetá i Meta.

## Aspectes històrics, socials i culturals
D'acord amb la tradició els tinigua van migrar al seu actual territori a principis del segle xx, des del riu Yarí al departament de Caquetá, on convivien amb pobles witotos. El tinigua es considerava extint fins que es van trobar 2 parlants que ja eren ancians en els anys 1990. Encara en 1940 hi havia un nombre important de parlants i les dones tinigua eren monolingües, tot i que la majoria d'homes parlava castellà en algun grau.
Una de les primeres referències als Pamigua és la de Rivero (1763) que explica que vivien entre Concepción de Arama (Meta) i el Guaviare. No obstant això es desconeix quan va desaparèixer aquest grup, encara que abans de la seva desaparició F. Toro va recollir un vocabulari d'aquesta llengua.

## Classificació
El reconeixement del parentiu del tinigua amb el pamigua va ser provat per Castellví (1940) a partir dels vocabularis pamigua recol·lectats F. Toro i publicats per Ernst (1895).

### Llengües de la família
Es coneixen tres llengües d'aquesta família de les quals dues es consideren totalment extintes (pamigua, majigua) i el tinigua està gairebé-extint ja que només comptava amb dos parlants ancians cap a 1990. Tampoc se sap res del majigua (Campbell 2012). Fou parlada entre els rius Ariari i Meta a Colòmbia.
Jolkesky (2016) també assenyala que hi havia similituds lèxiques amb l'andaquí.

## Descripció lingüística

### Comparació lèxica
Castelleví (1940) va ser el primer a reconèixer el parentiu entre el tinigua estudiat per ell mateix i les dades del pamigua publicats gairebé mig segle abans per a. Ernst. Els següents termes lèxics del tinigua i el pamigua procedeixen de Castellví i Ernst (la reconstrucció del proto-TP és aproximativa):
| GLOSSA   | Tinigua        | Pamigua         | PROTO-TP |
| -------- | -------------- | --------------- | -------- |
| 'ull'    | zəti, zuti     | sete            | *zóti    |
| 'home'   | psätseyá       | piksiga         | *piksiga |
| 'dona'   | ñíza           | ništá           | *niz-    |
| 'aigua'  | ñikwáiši       | nikagé          | *nikwagi |
| 'foc'    | ičísa          | ekisá           | *ekisa   |
| 'gos'    | šámno          | šannó           | *šamno   |
| 'jaguar' | žíña           | šiñaga          | *žíña-   |
| 'dacsa'  | tyoka          | šukšá           | *tyok-   |
| 'cinc'   | šopa-kuáša     | saksu-kuaša     | 1+kwaša  |
| 'onze'   | čimatóse-kiésä | čipse ipa-kiaši |          |